# アラン・ヤーロウ
アラン・コリン・ドレイク・ヤーロウ（英語: Alan Colin Drake Yarrow, 1951年6月27日 - ）は、イギリスの投資銀行家。第687代ロンドン市長を務めた。

## 来歴

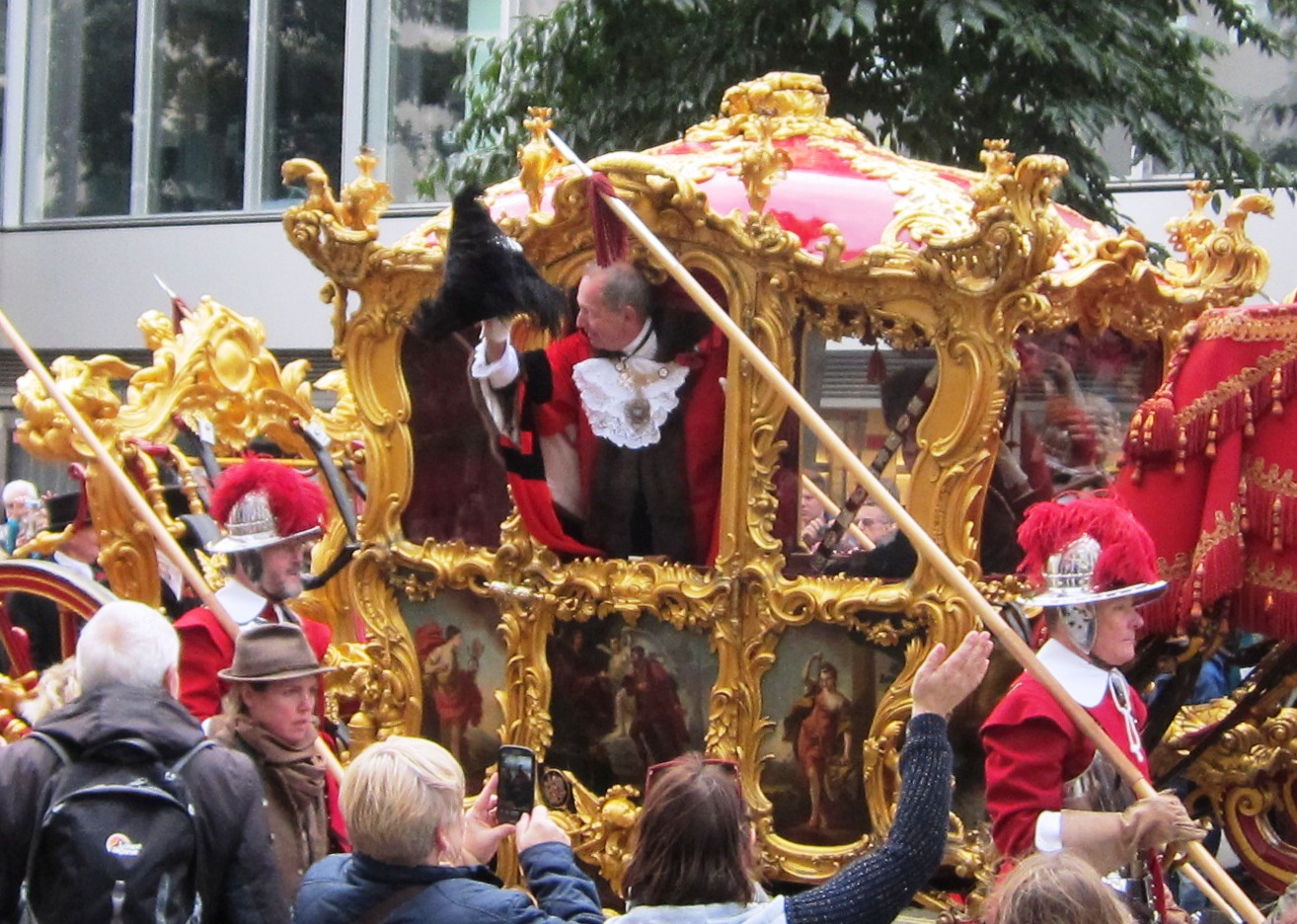
ヤーロウのロード・メイヤーズ・ショー
（2014年11月8日、ロンドンのチープサイドにて）

### 生い立ち
マラヤ連邦のジョホールバルで生まれ、マンチェスター・ビジネス・スクールで学ぶ以前はハーロー校に在籍していた。
2007年にロンドンの治安判事（イングランドとウェールズ）に任命された。

### 金融業の職歴
ヤーロウは2009年12月までシティで37年間、ドレスナー・クラインオートで投資家として働いた後に、イギリスでの銀行業務を運営する議長となった。また、英国銀行協会の評議会とテイクオーバー・パネルに勤務するだけでなく、金融サービス機構専門家パネルの副議長でもあった。

### 市のサービス
2011年から2012年までの間ロンドンのシェリフを務め、2007年に魚屋組合の同業組合員となった。その後、国際銀行家組合、ガラス工業組合、洗濯業組合等のリヴァリ・カンパニーの一員となった。
2014年11月7日にロンドン市長に就任した。
ヤーロウのロンドン市長としての一年間の任期中の責任は、ロード・メイヤーズ・ショーの翌日の2014年11月9日に開始した。他の多くの責務の中で、彼は外務・英連邦省と連絡を取りながら、シティ・オブ・ロンドンとイギリスの金融サービスを世界中に広め、促進している。

## 受勲歴
- - 聖ジョン勲章（英語版）（2014年）
- - アステカイーグル勲章（英語版）（2015年）
- - 下級勲爵士 (2015年)
  - Hon FCSI（2010年）